# Borgund

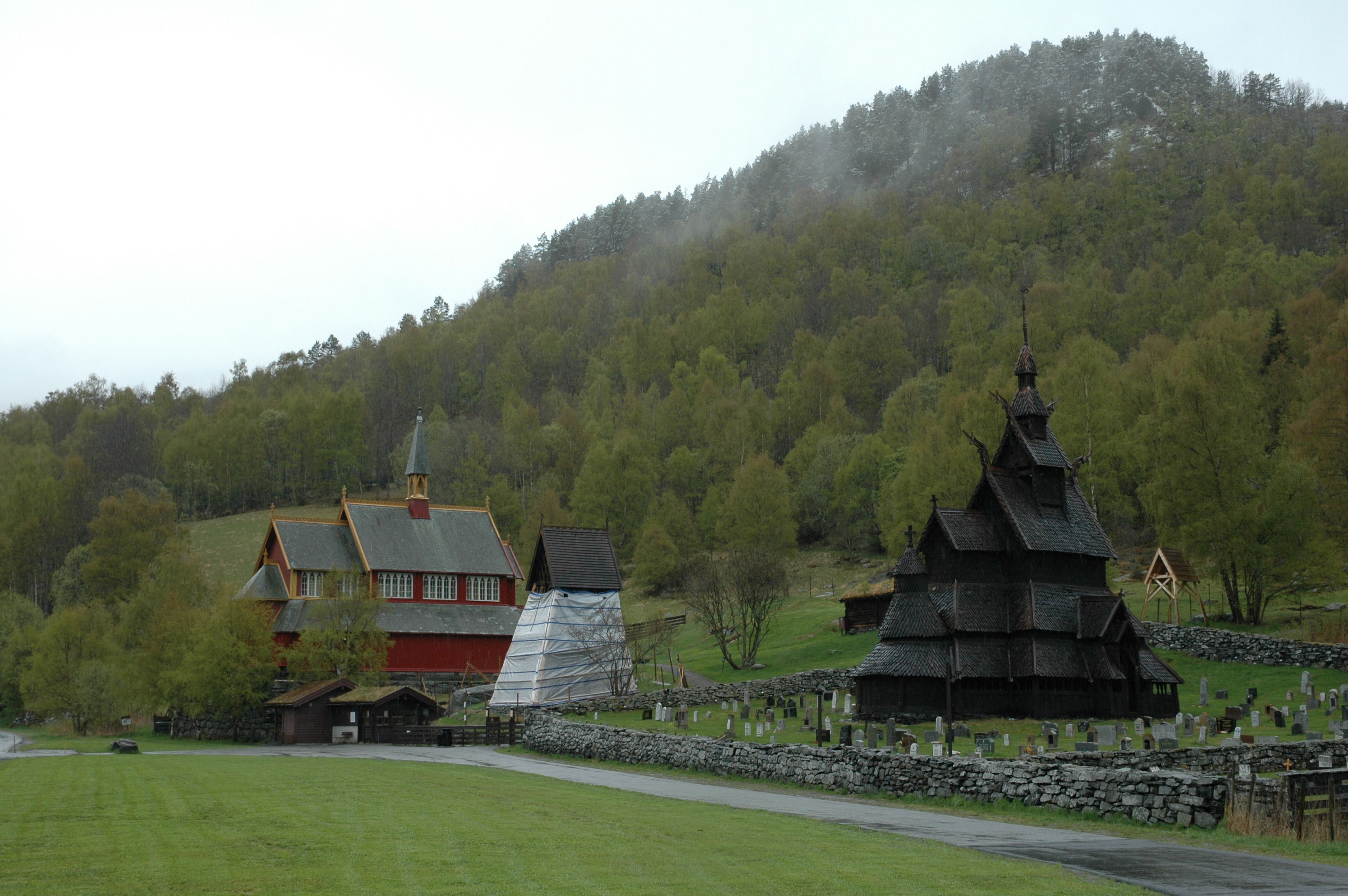
Vista de las iglesias de Borgund.

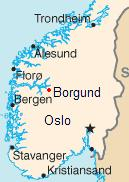
Localización de Borgund en Noruega.

Borgund es una villa y antiguo municipio del condado de Sogn og Fjordane, en Noruega. Desde 1964 pertenece al ayuntamiento de Lærdal. La villa limita con la carretera europea Y16 y se encuentra a unos 20 km al sur de la villa de Lærdalsøyri. Tiene una superficie de 635 km² y está a 404 m s. n. m..

## Toponimia
Borgund procede del noruego antiguo Borgyndr. El nombre deriva de la antigua palabra borg, que significa "fortificación".

## Historia
En 1864 Borgund se separó de Lærdal, consiguiendo la categoría de municipio independiente. En el momento de su creación tenía una población de 963 habitantes. Sin embargo, el 1 de enero de 1964, Borgund (con una población de 492 personas), una pequeña parte del ayuntamiento de Årdal y el antiguoLærdal se unieron para crear el actual municipio deLærdal.

## Patrimonio
En la villa se encuentra la iglesia de madera de Borgund, una stavkirke que data del siglo XII y que hoy en día es un museo.